# Resolutie 530 Veiligheidsraad Verenigde Naties
Resolutie 530 van de Veiligheidsraad van de Verenigde Naties werd op 19 mei 1983 unaniem aangenomen. De resolutie spoorde de landen in Centraal-Amerika aan om het conflict in hun regio op te lossen.

## Achtergrond
Begin jaren 1980 waren de landen Nicaragua, Honduras en ook El Salvador in conflict met elkaar. In Nicaragua voerden allerlei groeperingen een gewapende strijd tegen de overheid. Die groeperingen werden heimelijk gesteund door de Verenigde Staten. Het laatstgenoemde land ging ook een overeenkomst aan met Honduras tegen communistische bewegingen in Nicaragua en El-Salvador.
Colombia, Mexico, Panama en Venezuela lanceerden toen de Contadora-groep, een initiatief om de conflicten in Centraal-Amerika te bezweren.

## Inhoud
De Veiligheidsraad:
- Heeft de verklaring van de Minister van Buitenlandse Zaken van Nicaragua gehoord.
- Heeft ook de verklaringen van verscheidene VN-lidstaten gehoord.
- Is enerzijds erg bezorgd om de situatie aan de noordelijke grens van Nicaragua en anderzijds om de gevaren van een militaire confrontatie tussen Honduras en Nicaragua die de reeds kritieke situatie in Centraal-Amerika kan verergeren.
- Herinnert aan de verplichting om geschillen vreedzaam op te lossen, geen bedreiging te vormen of geweld te gebruiken en de zelfbeschikking van volken en soevereiniteit van staten te respecteren.
- Bemerkt de wens onder de betrokken landen om oplossingen te vinden voor hun geschillen.
- Heeft respect voor de oproep van de Contadora-groep, Colombia, Mexico, Panama en Venezuela, dat de Raad de principes van zelfbeschikking, niet-inmenging met de zaken van andere landen, het niet gebruiken van landen als uitvalsbasis, het vreedzaam oplossen van geschillen en het verbieden van dreigementen of geweld moet versterken.
- Beschouwde de brede steun voor de inspanningen van de Contadora-groep om de problemen in Centraal-Amerika op te lossen en de stabiliteit en vrede in de regio te verzekeren.

1. Herbevestigt het recht van Nicaragua en alle andere landen in de regio om in vrede en veiligheid te leven zonder inmenging van buitenaf.
2. Huldigt de inspanningen van de Contadora-groep.
3. Doet een oproep aan de geïnteresseerde landen om voluit samen te werken met de Contadora-groep om hun geschillen op te lossen.
4. Spoort de Contadora-groep aan om alles te doen om de problemen in de regio op te lossen en de Veiligheidsraad op de hoogte te houden.
5. Vraagt secretaris-generaal Javier Pérez de Cuéllar om de Veiligheidsraad op de hoogte te houden over de ontwikkelingen in de situatie en de uitvoering van deze resolutie.

## Verwante resoluties
- Resolutie 562 Veiligheidsraad Verenigde Naties (1985)
- Resolutie 637 Veiligheidsraad Verenigde Naties (1989)

Lijst ·  529 ·  530 ·  531 ·  532 ·  533 ·  534 ·  535 ·  536 ·  537 ·  538 ·  539 ·  540 ·  541 ·  542 ·  543 ·  544 ·  545